# ナッソー (強襲揚陸艦)
ナッソー (USS Nassau, LHA-4) は、アメリカ海軍の揚陸艦。タラワ級強襲揚陸艦の4番艦。艦名はアメリカ独立戦争において大陸海兵隊がニュープロビデンス島のナッソーへ2度にわたって襲撃を行ったナッソーの戦いに由来する。その名を持つ艦としては2隻目。

## 艦歴
ナッソーはミシシッピ州パスカグーラのインガルス造船所で1973年8月13日に起工する。1979年7月28日に就役した。
ナッソーは海兵隊の一個両用戦大隊ならびにその装備を揚陸させる能力を持つ。艦内には1,400のコンパートメントと9基のエレベーター、2基の垂直コンベアが装備される。主機として2基のボイラーを装備し、それらはアメリカ海軍内でも最大の機材である。2基のボイラーは1時間あたり400トンの蒸気を発生し、140,000馬力の出力を生じる。ナッソーの発電システムは14MWの電力を発生し、艦内に電気を供給する。
建造には鋼材2万トン以上、アルミニウム3,000トン以上、600km以上の配線および130km以上の配管が使用された。また、300床を有する救護室、4つの治療室、3つの歯科治療室も装備する。
ベイルート海兵隊司令部爆破事件から4ヶ月後の1984年2月、ナッソーは第24海兵揚陸部隊を乗せベイルートに展開した。

## 参照
1. ↑  MC3 Jonathan Pankau USS Nassau Celebrates Birthday in Style July 29, 2009 Navy News
2. ↑  “アーカイブされたコピー”. 2012年11月4日時点のオリジナルよりアーカイブ。2010年12月7日閲覧。